# Indkomstpolitik
Indkomstpolitik er en betegnelse for statslig regulering af indkomstdannelsen i et samfund. Instrumenterne, der anvendes, består af en gruppe økonomisk politiske virkemidler, hvis målsætning er at dæmpe løn- og prisudviklingen for at styrke konkurrenceevnen overfor udlandet. Derfor er indgreb i overenskomsterne på arbejdsmarkedet et vigtigt indkomstpolitisk instrument. Især i perioder med stagflation har indkomstpolitik været et vigtigt element i den økonomiske politik.

## Virkemidler
Normalt er det regeringen, der fører indkomstpolitik, men i en del lande vil indgrebene i økonomien, afhængigt af indgrebets omfang, kræve en lovgivning, der skal vedtages i parlamentet. I sin "blideste" form kan indkomstpolitik blotbestå af henstillinger til arbejdsmarkedets parter; lidt mere vidtgående er udmeldingen af en maksimal lønstigning, og mest vidtgående er et lovindgreb.

## Indkomstpolitik i Danmark
I Danmark blev indkomstpolitikken først anvendt ved forliget om helhedsløsningen i 1963, hvor den socialdemokratiske regering med snævrest mulige flertal i Folketinget gennemførte en række økonomiske indgreb, der skulle begrænse lønstigningstakten og forbrugernes købekraft for at styrke den danske konkurrenceevne overfor udlandet. I 1970'erne, hvor stagflationsproblemet var særligt påtrængende, bl.a. pga. de to oliekriser, greb regeringerne ind i overenskomsterne i tre forhandlingsrunder i træk:1975, 1977 og 1979. Også den økonomiske genopretning i 1983-1988 under skiftende Poul Schlüter-regeringer havde indkomstpolitiske elementer. Sigtet hermed var især at begrænse virkningerne af de mange devalueringer i de foregående år. Siden 1985 har indkomstpolitik i Danmark kun været benyttet efter trepartsforhandlinger. Disse kan ses som en mild form for "permanent indkomstpolitik", hvor alle parter giver indrømmelser for at opnå et resultat.